# Ala Hubajl
Ala Ahmad Muhammad Hubajl (ar. علاء حبيل, ur. 25 czerwca 1982 w Sitrze) – piłkarz bahrajński grający na pozycji napastnika. Jest młodszym bratem Muhammada Hubajla, także reprezentanta kraju. Aresztowany przez władze Bahrajnu za udział w protestach antyrządowych podczas Arabskiej Wiosny Ludów.

## Kariera klubowa
Karierę piłkarską Hubajl rozpoczął w klubie Al-Ahli z miasta Manama. W 2002 roku zadebiutował w jego barwach w bahrajńskiej Premier League. W 2003 roku zdobył z nim Puchar Króla Bahrajnu. Na początku 2005 roku odszedł z Al-Ahli do katarskiego Al-Gharafa, w którym grał przez wraz z bratem Muhammad i innym rodakiem, Duajim Abdullą. Piłkarzem Al-Gharafy był do lata 2007.
W 2007 roku Hubajl został piłkarzem kuwejckiego Al Kuwait wywodzącego się ze stolicy kraju. W 2008 roku wywalczył z nim mistrzostwo Kuwejtu oraz zdobył Puchar Korony Księcia Kuwejtu. Latem 2008 przeszedł do katarskiego Umm-Salal SC. W 2009 roku zdobył z nim Puchar Szejka Jassema i awansował do półfinału Ligi Mistrzów. Latem 2009 wrócił do Bahrajnu, do Al-Ahli.

## Kariera reprezentacyjna
W reprezentacji Bahrajnu Hubajl zadebiutował w 2004 roku. W tym samym roku zajął z Bahrajnem 4. miejsce podczas Pucharu Azji 2004 oraz został królem strzelców wraz z Alim Karimim (5 goli). Na tym turnieju wystąpił w 6 meczach: z Chinami (2:2), z Katarem (1:1), z Indonezją (3:1 i gol w 57. minucie), ćwierćfinale z Uzbekistanem (2:2, k. 4:3, 2 gole w 71. i 76. minucie), półfinale z Japonią (3:4, 2 gole w 6. i 71. minucie) i o 3. miejsce z Iranem (2:4). W 2007 roku został powołany przez selekcjonera Milana Máčalę do kadry na Puchar Azji 2007. Tam rozegrał 3 spotkania: z Indonezją (1:2), z Koreą Południową (2:1) i z Arabią Saudyjską (0:4).